# NK Nafta Lendava
Maillots
Dernière mise à jour : 15 juillet 2012.
Le NK Nafta Lendava est un ancien club slovène de football basé à Lendava.

## Historique
- 1903 : fondation du club
- 2012 : disparition du club[1]